# Il detective Kindaichi
Il detective Kindaichi (本陣殺人事件?, Honjin satsujin jiken) è un romanzo dello scrittore giapponese Seishi Yokomizo, pubblicato per la prima volta in Giappone nel 1946 e pubblicato in Italia nel 2019 da Sellerio nella collana La memoria, la traduzione è a cura di Francesco Vitucci.
Il romanzo fa parte della lunga serie dedicata al detective Kindaichi, di cui in Italia sono stati pubblicati, sempre nella collana La memoria, altri quattro volumi: La Locanda del Gatto Nero, Fragranze di morte, Il teatro fantasma e Il detective Kindaichi e la maledizione degli Inugami.

## Trama
Il narratore del romanzo è costretto a sfollare presso un villaggio della prefettura di Okayama e qui viene a conoscenza della storia del "koto stregato", termine con cui al villaggio ci si riferisce al duplice omicidio di Kenzo Ichiyanagi e sua moglie Katsuko Kubo, la notte stessa del loro matrimonio.
A rendere particolarmente misterioso e oscuro questo crimine , il fatto che le vittime vennero uccise nella dépendance della grande magione degli Ichiyanagi, chiusa dall'interno (configurandosi quindi come un enigma della camera chiusa) e al suono di un misterioso koto.
Questi dettagli faranno appassionare il narratore, amante del genere giallo, che ricostruirà il susseguirsi delle indagini, l'entrata in scena del detective Kindaichi (chiamato da Ginzo Kubo, zio della sposa, nutrendo dubbi sui membri della famiglia Ichiyanagi)e la geniale risoluzione del caso da parte del giovane detective.

## Curiosità
Il detective Kindaichi è forse uno dei più famosi se non longevi detective della letteratura giapponese, in questo romanzo lo si incontra poco più che ventenne, alle prese con uno dei suoi primi casi.

## Edizioni
- Seishi Yokomizo, Il detective Kindaichi, traduzione di Francesco Vitucci, "La memoria", Sellerio, 2019, p. 224.